# 亨利十五世
亨利十五世（德語：HEINRICH von Niederbayern；1312年8月28日—1333年6月18日），維特爾斯巴赫家族成員，下巴伐利亞公爵（1312年—1333年在位）。巴伐利亞公爵奧托三世與格沃古夫公爵亨里克三世和其妻子不倫瑞克-呂訥堡的瑪蒂爾達的女兒格沃古夫的阿格尼絲所生的兒子。

## 生平
亨利十五世出生於納滕伯格，所以被稱為納滕伯格的亨利，因為他居住於同名的城堡。他於父親逝世的那年出生，因為太年幼，所以由上巴伐利亞公爵（其後的神聖羅馬帝國皇帝）路易四世監護。1322年，亨利十五世與他的堂兄亨利十四世及奧托四世發生衝突，並於1331年將下巴伐利亞分割統治，亨利十五世得到以代根多夫為首都的下巴伐利亞。1327年，他以父親身為匈牙利國王貝拉五世的身份爭奪匈牙利王冠，但是最後失敗而回。

## 家庭
亨利十五世於1326年－1328年與腓特烈三世及其妻子亞拉岡的伊莎貝拉所誕下的女兒奧地利的安妮結婚。但是二人並沒有子嗣。亨利十五世逝世後，妻子安妮比他活多十年，並嫁予戈里齊亞約翰亨利克。

## 外部
- Cawley, Charles, His listing along with his wife. The project "involves extracting and analysing detailed information from primary sources, including contemporary chronicles, cartularies, necrologies and testaments. （页面存档备份，存于）", Medieval Lands database, Foundation for Medieval Genealogy
- A listing of descendants of Otto I, Count of Scheyern, including Henry XIII and his children（页面存档备份，存于）